# شرمن کورنر (مینه‌سوتا)
شرمن کورنر (به انگلیسی: Sherman Corner) یک منطقهٔ مسکونی در ایالات متحده آمریکا است که در Angora Township واقع شده‌است. شرمن کورنر ۲۰ نفر جمعیت دارد و ۴۰۶٫۰ متر بالاتر از سطح دریا واقع شده‌است.